# Van (ciudad)
Van (en turco: Van; en armenio: Վան ; en kurdo: Wan) es una ciudad del este de Turquía situada en la orilla oriental del lago Van y capital de la provincia de Van. Cuenta con 331 986 habitantes (2007). Fundada en los tiempos del reino de Urartu, relacionado históricamente con la etnia armenia, fue durante muchos siglos enclave de este pueblo hasta el Genocidio armenio propiciado por el Imperio otomano. En la actualidad, aunque no existen cifras oficiales, la mayoría de la población de la ciudad es de etnia kurda. El origen de su nombre proviene del armenio antiguo: van, que significa «pueblo».[cita requerida]

## Historia

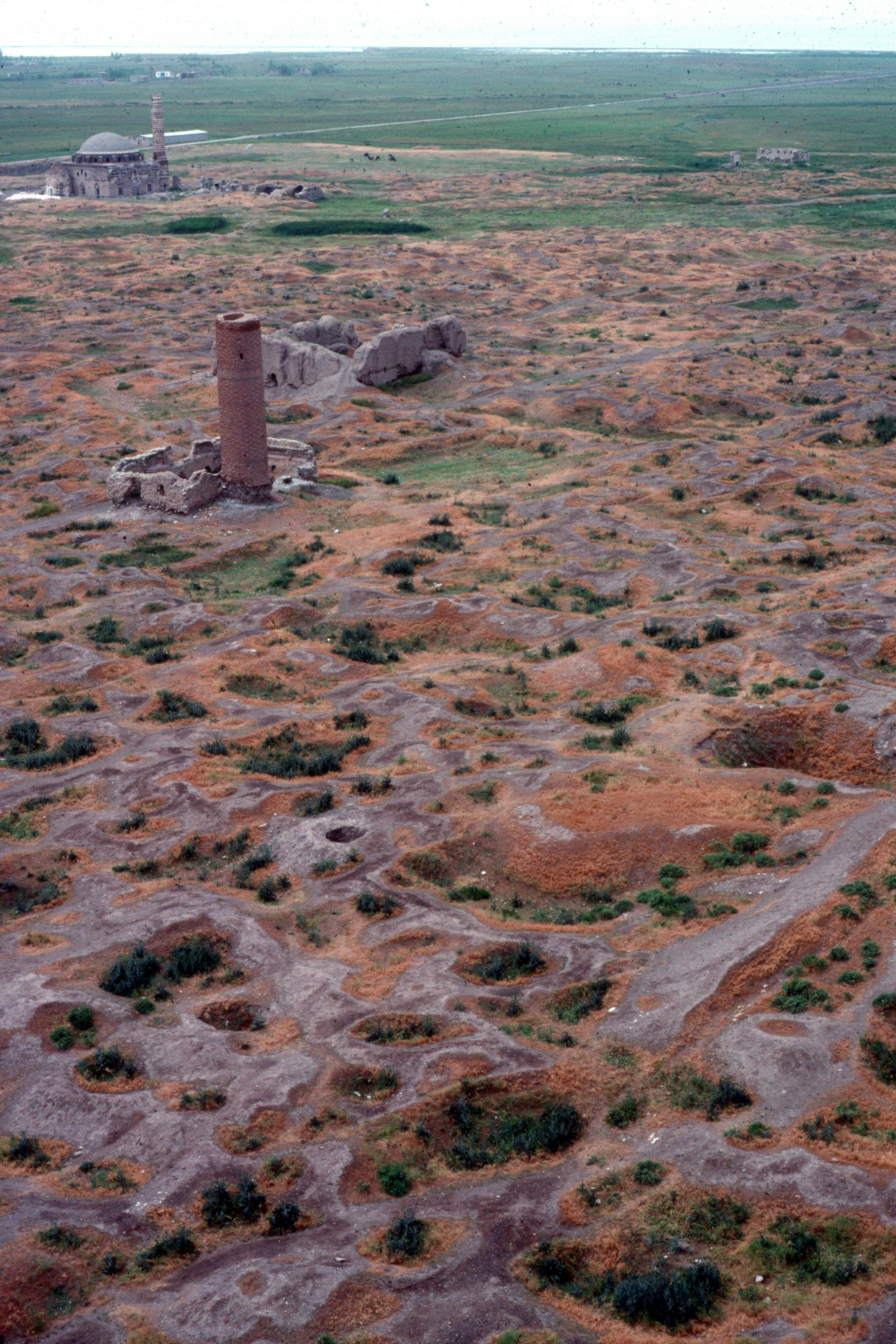
Ruinas de la antigua Van.

Las ruinas de las casas de piedra que se encuentran ahí datan del siglo VIII a. C., cuando fue el principal centro del reino de Urartu. Después de la caída de Nínive (612 a. C.), fue ocupada en secuencia por los medos, los reyes de Ponto, los árabes (siglo VII) y los armenios (siglo VIII). Pasó al dominio de la dinastía Selyúcida después de 1071 y al poder del Imperio otomano en 1543. El ejército ruso la ocupó durante la Primera Guerra Mundial (1915-1917). Hacia 1915 su población era predominantemente armenia.
Durante la Primera Guerra Mundial, la mayoría de los 192.000 armenios de Van fueron diezmados por las tropas otomanas en el genocidio armenio. El nuevo gobernador de Van, Djevdet Bey, odiaba especialmente a los armenios y ordenó rápidamente la movilización de 4.000 soldados armenios para dejar la ciudad indefensa. Posteriormente, con el pretexto de buscar armas, los gendarmes turcos entraron en los pueblos de los alrededores y masacraron a la población armenia. Fue el inicio de la revuelta contra los turcos, en abril. Durante el mes siguiente, hasta la ocupación de la ciudad por las tropas rusas a mediados de mayo, la ciudad fue atacada y bombardeada por los otomanos. Los sucesos que tuvieron lugar serían denominados como «asedio de Van» por las fuentes armenias, en el contexto del genocidio armenio, y «rebelión armenia de Van» por la historiografía turca «oficial». La ciudad sería recuperada por los otomanos en julio, y tomada de nuevo por los rusos en septiembre. Tras la retirada definitiva de estos últimos, en 1918, los armenios abandonaron la ciudad. Van es un punto de recepción y envío de pieles, granos, frutas y vegetales. Tiene una cuantiosa población kurda.
El 2 de abril de 2024, las autoridades anularon la victoria de Abdullah Zeydan, del partido de izquierda "pro-kurdo" DEM, que obtuvo más del 55% de los votos en las elecciones a la alcaldía de Van, y declararon vencedor a su rival, Abdullah Arvas, del AKP, a pesar de haber obtenido sólo el 27% de los sufragios. La decisión provocó protestas en Van, así como en Ankara y Estambul, que forzaron a la autoridad a dejar sin efecto la anulación el día siguiente, 3 de abril de 2024.

## Cultura

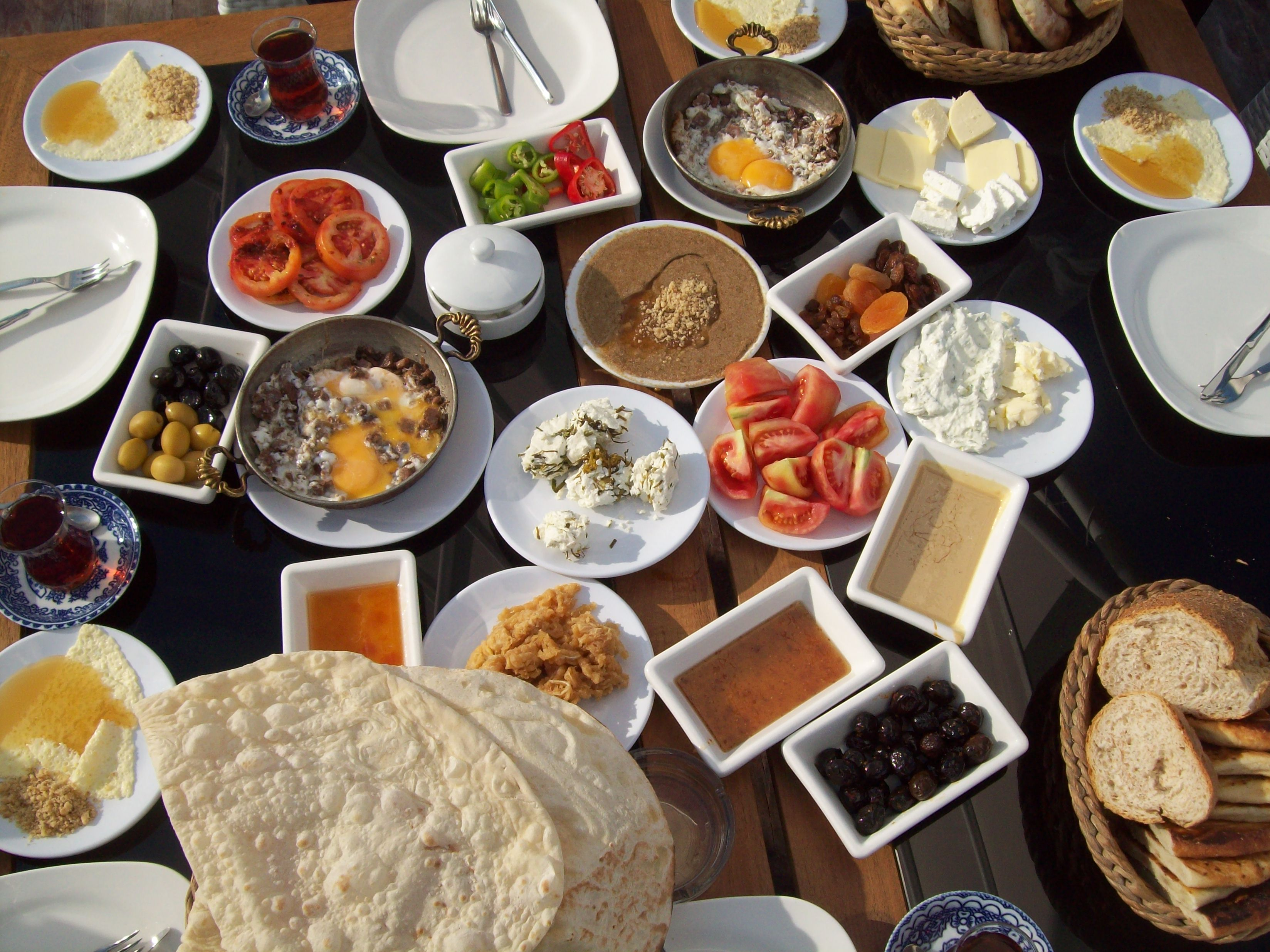
Desayuno tradicional de Van, con el afamado queso de hierbas en el centro.

Van es famosa por sus gatos Van, su desayuno tradicional (ver foto) y su queso con hierbas.
El Museo de Van es un museo arqueológico y etnográfico en el que destacan especialmente las obras relacionadas con el reino de Urartu.

## Ciudades hermanadas
- Bursa (Turquía)
- Odesa (Ucrania)